# بيل بالانتين (لاعب سيرك)
بيل بالانتين (بالإنجليزية: Bill Ballantine)‏ هو لاعب سيرك ‏ أمريكي، ولد في 1910 في Millvale, Pennsylvania ‏ في الولايات المتحدة، وتوفي في 1999 بسبب مرض آلزهايمر.

## وصلات خارجية
- بيل بالانتين على موقع قاعدة بيانات برودواي على الإنترنت (الإنجليزية)